# شهرستان جیوژایگو
شهرستان جیوژایگو (به لاتین: Jiuzhaigou County) یک منطقهٔ مسکونی در چین است که در ولایت خودمختار نگاوا تبتی و کیانگ واقع شده‌است. شهرستان جیوژایگو ۵٬۲۸۶ کیلومتر مربع مساحت و ۶۷٬۵۱۹ نفر جمعیت دارد و ۱٬۴۰۰ متر بالاتر از سطح دریا واقع شده‌است.